# Frankie Lymon
Franklin Joseph "Frankie" Lymon, född 30 september 1942 i Harlem i New York, död 27 februari 1968 i Washington Heights, New York, var en amerikansk sångare och låtskrivare.

## Biografi
Frankie Lymon föddes i Harlem; hans far Howard var lastbilschaufför och hans mor Jeanette arbetade som hembiträde. Föräldrarna sjöng också i en gospelgrupp, the Harlemaires. Familjen kämpade för att få ekonomin att gå ihop, så Lymon började arbeta i en livsmedelsbutik vid 10 års ålder.
1954 såg Lymon en lokal doo-wop-grupp kallad Coupe De Villes på en talangjakt i en skola. Han blev vän med sångaren, Herman Santiago, och blev så småningom även medlem i gruppen, som nu kallade sig både The Ermines och The Premiers. 
Frankie Lymon blev senare medlem i doo-wopsånggruppen Frankie Lymon and the Teenagers som fick sitt genombrott 1956 med låten Why Do Fools Fall In Love. Lymon var då endast 13 år och blev stjärna över en natt. Han satsade 1957 på en solokarriär men hade ingen framgång med detta; istället började Lymon missbruka heroin och dog av en överdos 1968. 
Lymon gifte sig med Elizabeth Mickey Waters i januari 1964 och de fick dottern Francine, som dog två dagar gammal. Äktenskapet med Waters höll inte och Lymons flyttade till Los Angeles 1965 och mötte där Zola Taylor, en medlem i the Platters, och de två inledde en relation. Senare mötte Lymon läraren Emira Eagle; paret gifte sig i juni 1967.
I filmen Why Do Fools Fall In Love spelas Lymon av Larenz Tate.

## Diskografi
Album
- 1957 – Frankie Lymon at the London Palladium (Roulette)
- 1958 – Rock & Roll with Frankie Lymon (Roulette)
- 1994 – Complete Recordings (Bear Family)

Singlar
(Roulette)
- 1957 – "My Girl" / "So Goes My Love"
- 1957 – "Little Girl" / "It's Christmas Once Again"
- 1958 – "Thumb Thumb" / "Footsteps"
- 1958 – "Portable on My Shoulder" / "Mama Don't Allow It"
- 1958 – "Only Way to Love" / "Melinda"
- 1959 – "Up Jumped a Rabbit" / "No Matter What You've Done"
- 1969 – ""/ "1-20-12 Forever"

(Gee)
- 1959 – "Goody Good Girl" / "I'm Not Too Young to Dream"

(Roulette)
- 1960 – "Little Bitty Pretty One" / "Creation of Love"
- 1960 – "Buzz-Buzz-Buzz|Buzz Buzz Buzz" / "Waitin' in School"
- 1961 – "Jailhouse Rock" / "Silhouettes"
- 1961 – "Change Partners" / "So Young (And So in Love)"
- 1961 – "Young" / "I Put the Bomp"

Övriga singlar
- 1964 – "To Each His Own" / "Teacher, Teacher" (20th Century Fox)
- 1964 – "Somewhere" / "Sweet and Lovely" (Columbia)
- 1969 – "I'm Sorry" / "Seabreeze" (Big Apple)